# Cantus Cölln
Cantus Cölln è un gruppo vocale tedesco specializzato nella interpretazione di musica barocca.

## Storia
Fondato nel 1987 dal liutista Konrad Junghänel, il gruppo si è focalizzato sul repertorio della musica vocale tedesca e italiana dell'epoca che va dal Rinascimento al Barocco. Già dal suo primo disco, Diletti pastorali di Johann Hermann Schein, l'ensemble si è posto alla attenzione non soltanto del pubblico e ma anche della critica.
Accanto alle interpretazioni di musica vocale si sono successivamente aggiunti cicli di registrazioni di cantate sacre di compositori barocchi tedeschi, vincendo numerosi premi da parte della critica discografica specializzata. In particolare la registrazione dell'Actus Tragicus di Johann Sebastian Bach è stata premiata nel 2000 con Diapason d'Or, Choc du Monde de la Musique, ffff de Télérama e il Premio CD Compact.
Il gruppo incide per l'etichetta discografica tedesca Deutsche Harmonia Mundi e per la francese Harmonia Mundi.

## Discografia
- 1989 - Johann Hermann Schein, Diletti Pastorali (Deutsche Harmonia Mundi)
- 1990 - Leonhard Lechner, Sprüche Von Leben Und Tod Und Andere Neue Teutsche Lieder (Deutsche Harmonia Mundi)
- 1990 - Heinrich Albert, Musikalische Kürbishütte Und Lieder Von Liebe Und Tod (Deutsche Harmonia Mundi)
- 1992 - Il Pastor Fido (Deutsche Harmonia Mundi)
- 1992 - Heinrich Schütz, Psalms - Motets - Concertos, con Musica Fiata e Knabenchor Hannover (Deutsche Harmonia Mundi)
- 1992 - Johann Rosenmüller, Sacri Concerti (Deutsche Harmonia Mundi)
- 1993 - Claudio Monteverdi, Madrigali amorosi. Psalmen, Magnificat, Gloria (Deutsche Harmonia Mundi)
- 1993 - Thomaskantoren vor Bach (Deutsche Harmonia Mundi)
- 1994 - Orlando di Lasso, Prophetiae Sibyllarum. Italienische Madrigale - Französische Chansons (Deutsche Harmonia Mundi)
- 1994 - Johann Pachelbel, Johann Christoph Bach e Johann Michael Bach, Motetten (Deutsche Harmonia Mundi)
- 1995 - Giacomo Carissimi, Jephte e Marco Marazzoli, San Tomaso. Per il Giorno di Resurrettione (Deutsche Harmonia Mundi)
- 1996 - Claudio Monteverdi, Vespro della beata Vergine (Deutsche Harmonia Mundi)
- 1996 - Johann Rosenmüller, Vespro della beata Vergine (Harmonia Mundi)
- 1996 - Johann Hermann Schein, Israels Brünnlein; Opella Nova II (Deutsche Harmonia Mundi)
- 1997 - Dietrich Buxtehude, Geistliche Kantaten (Harmonia Mundi)
- 1997 - Johann Sebastian Bach, Motets (Deutsche Harmonia Mundi)
- 1997 - Johann Rosenmüller, Vespro della beata Vergine (Harmonia Mundi)
- 1997 - Giaches de Wert, Madrigali (Harmonia Mundi)
- 1998 - Dietrich Buxtehude, Geistliche Kantaten (Harmonia Mundi)
- 1998 - Heinrich Schütz, Psalmen Davids, con Concerto Palatino (Harmonia Mundi)
- 1999 - Heinrich Ignaz Franz Biber, Litaniae de Sancto Josepho e Georg Muffat, Missa in labore (Harmonia Mundi)
- 1999 - Heinrich Schütz Madrigaux italiens (Harmonia Mundi)
- 2000 - Johann Sebastian Bach, Actus tragicus (Harmonia Mundi)
- 2000 - Benedetto Marcello, L'Estro poetico-armonico (Harmonia Mundi)
- 2001 - Giovanni Rovetta, Vespro Solenne (Harmonia Mundi)
- 2001 - Claudio Monteverdi, Selva morale e spirituale (Harmonia Mundi)
- 2002 -  Nikolaus Bruhns, Deutsche Kantaten (Harmonia Mundi)
- 2002 - Georg Philipp Telemann, Trauer-Actus. Kantaten (Harmonia Mundi)
- 2004 - Altbachisches Archiv. Werke der Bachfamilie (Harmonia Mundi)
- 2004 - Johann Sebastian Bach, H-Moll-Messe (Harmonia Mundi)
- 2004 - Johann Rosenmüller, Weihnachtshistorie, con Concerto Palatino (Harmonia Mundi)
- 2005 - Heinrich Schütz, Symphoniae Sacrae III, con Concerto Palatino (Harmonia Mundi)
- 2006 - Dietrich Buxtehude, Membra Jesu Nostri (Harmonia Mundi)
- 2007 - Johann Sebastian Bach, Missae breves (Harmonia Mundi)
- 2009 - Heinrich Albert, Lieder Von Liebe und Tod (Deutsche Harmonia Mundi)
- 2009 - Virgilio Mazzocchi, Vespro della Beata Vergine (Harmonia Mundi)
- 2010 - Matthias Weckmann, Wie liegt die Stadt so wüste (Harmonia Mundi)
- 2011 - Johann Sebastian Bach, Johannes Passion (Accent)